# Драфт БАА 1947
Драфт БАА 1947 - перший драфт Баскетбольної асоціації Америка (БАА), яка згодом стала називатися Національна баскетбольна асоціація (НБА). Драфт відбувся 1 липня. 9 команд БАА, які залишилися, а також Балтимор Буллетс, що перейшов до БАА з Американської баскетбольної ліги, по черзі вибирали найкращих випускників коледжів. У першому раунді команди могли вибирати гравців у зворотньому порядку до свого співвідношення перемог до поразок у сезоні 1946–1947, тоді як Буллетс отримали право на останній, десятий вибір першого раунду. Піттсбург Айронмен і Торонто Хаскіс взяли участь у драфті, але припинили існування перед початком сезону.

## Нотатки щодо виборів на драфті і кар'єр деяких гравців
Перший номер драфту Кліфтон Макнілі з Університету Техас Веслеян не грав у БАА. Натомість він вибрав кар'єру тренера в техаській середній школі. Четвертий вибір Волт Дропо також не грав у БАА, а вибрав професійну кар'єру бейсболіста і зрештою грав упродовж 13-ти сезонів у Major League Baseball (MLB). 7-й і 10-й номери Джек Андермен і Ларрі Кіллік також ніколи не грали в БАА. Троє гравців з цього драфту, Гаррі Галлатін, Енді Філліп і Джим Поллард, введені до Зали слави.

## Драфт
| Поз.    | G        | F       | C         |
| Позиція | Захисник | Форвард | Центровий |

| ^ | Позначає гравців, обраних у Баскетбольну залу слави Нейсміта                     |
| + | Позначає гравців, які взяли участь принаймні в одній грі матчу всіх зірок НБА    |
| # | Позначає гравців, які жодного разу не грали в регулярному сезоні НБА або плей-оф |

| Раунд | Вибір | Гравець          | Позиція | Команда НБА           | Коледж         |
| ----- | ----- | ---------------- | ------- | --------------------- | -------------- |
| 1     | 1     | Кліфтон Макнілі# | –       | Піттсбург Айронмен    | Texas Wesleyan |
| 1     | 2     | Глен Селбо       | G/F     | Торонто Хаскіс        | Вісконсін      |
| 1     | 3     | Балбс Елерс      | G/F     | Бостон Селтікс        | Пердью         |
| 1     | 4     | Волт Дропо#      | –       | Провіденс Стімроллерс | Коннектикут    |
| 1     | 5     | Дік Голуб        | C       | Нью-Йорк Нікс         | Лонг-Айленд    |
| 1     | 6     | Чінк Кроссін     | G       | Філадельфія Ворріорз  | Пенсильванія   |
| 1     | 7     | Джек Андермен#   | –       | Сент-Луїс Бомберс     | Огайо Стейт    |
| 1     | 8     | Пол Гастон       | F       | Чикаго Стегз          | Огайо Стейт    |
| 1     | 9     | Дік О'Кіф        | G/F     | Вашингтон Кепітолз    | Санта-Клара    |
| 1     | 10    | Ларрі Кіллік#    | –       | Балтимор Буллетс      | Вермонт        |

## Інші вибори
Цих гравців на драфті НБА 1985 вибрали після другого раунду, але вони зіграли в НБА принаймні одну гру.
| Раунд | Вибір | Гравець          | Позиція | Команда НБА           | Коледж           |
| ----- | ----- | ---------------- | ------- | --------------------- | ---------------- |
| –     | –     | Генк Біасатті    | G       | Бостон Селтікс        | Лонг-Айленд      |
| –     | –     | Пол Клойд        | G/F     | Вашингтон Кепітолз    | Вісконсін        |
| –     | –     | Джиммі Дарден    | G       | Чикаго Стегз          | Денвер           |
| –     | –     | Енді Данкан      | F/C     | Нью-Йорк Нікс         | Вільям і Мері    |
| –     | –     | Джонні Єзерський | G/F     | Бостон Селтікс        | Род-Айленд Стейт |
| –     | –     | Елмер Гейнер     | F/C     | Балтимор Буллетс      | Де Пол           |
| –     | –     | Гаррі Галатін^   | F/C     | Балтимор Буллетс      | Нортіст Міссурі  |
| –     | –     | Джек Г'юсон      | F/C     | Бостон Селтікс        | Темпл            |
| –     | –     | Пол Гоффман      | G/F     | Торонто Хаскіс        | Пердью           |
| –     | –     | Боб Габбард      | F/C     | Провіденс Стімроллерс | Спрінгфілд       |
| –     | –     | Джон Мандич      | F/C     | Вашингтон Кепітолз    | Орегон Стейт     |
| –     | –     | Соул Маріаскін   | G       | Вашингтон Кепітолз    | Гарвард          |
| –     | –     | Ватару Місака    | G       | Нью-Йорк Нікс         | Юта              |
| –     | –     | Фрітц Надь       | G/F     | Піттсбург Айронмен    | Акрон            |
| –     | –     | Пол Наполітано   | G/F     | Сент-Луїс Бомберс     | Сан-Франциско    |
| –     | –     | Енді Філліп^     | G/F     | Чикаго Стегз          | Іллінойс         |
| –     | –     | Джим Поллард^    | F/C     | Чикаго Стегз          | Стенфорд         |
| –     | –     | Джим Поллард^    | F/C     | Філадельфія Ворріорз  | Стенфорд         |
| –     | –     | Джим Поллард^    | F/C     | Сент-Луїс Бомберс     | Стенфорд         |
| –     | –     | Чік Райзер       | G/F     | Балтимор Буллетс      | НЙУ              |
| –     | –     | Ред Роша+        | F/C     | Торонто Хаскіс        | Орегон Стейт     |
| –     | –     | Ірв Ротенберг    | C       | Вашингтон Кепітолз    | Лонг-Айленд      |
| –     | –     | Бе Шадлер        | F       | Чикаго Стегз          | Нортвестерн      |
| –     | –     | Дон Сміт         | G/F     | Чикаго Стегз          | Міннесота        |
| –     | –     | Джін Стамп       | G/F     | Бостон Селтікс        | Де Пол           |
| –     | –     | Джек Тінгл       | F       | Вашингтон Кепітолз    | Кентуккі         |
| –     | –     | Джін Венс        | G/F     | Чикаго Стегз          | Іллінойс         |
| –     | –     | Метт Зунич       | G/F     | Вашингтон Кепітолз    | Джордж Вашингтон |

## Помітні гравці, яких не задрафтовано
Цих гравців на драфті 1947 не вибрала жодна команда, але вони зіграли в БАА принаймні одну гру.
| Гравець        | Позиція | Коледж     |
| -------------- | ------- | ---------- |
| Дон Барксдейл^ | F/C     | УКЛА (Ср.) |